# オグロジャックウサギ
オグロジャックウサギ（Lepus californicus）は兎形目ウサギ科ノウサギ属の種。

## 分布
アメリカ合衆国の西部とメキシコの北部に分布する。

## 形態
体長は47-63cm、体重は1.5-3.5kg。大きな耳は、捕食者の音を聞き取るのみならず、暑く乾燥した生息環境において熱を放出して体温を保つのに役立つ。

## 生態
乾燥した草原、砂漠に生息する。単独性。妊娠期間は41-47日。産仔数は1-6である。ジグザグに走って逃げる。